# Döntési disszonancia
A döntési disszonancia egy a szociálpszichológiában használt fogalom. A kognitív disszonancia redukciójának egyik lehetősége. Lényege, hogy egy meghozott döntést utólag pozitívan értékeljük. Ez főleg akkor erősödik fel, amikor rájövünk, jobban is dönthettünk, választhattunk volna, mivel ilyenkor a pozitív önértékelésünk kerül veszélybe.
Amikor döntéseket hozunk – mindegy, hogy az a munkahelyváltással vagy az elektronikai boltban két termék közti választással kapcsolatos –, legtöbbször az előnyök elérése érdekében fel kell adnunk, háttérbe kell szorítanunk egyes szempontokat, jellemzőket. Amikor önként adunk fel választási lehetőséget, akkor élünk át döntési disszonanciát, mivel feszültséget érzünk a feladott és a választott lehetőségek tulajdonságai között.
A döntések szükségszerű következménye a disszonancia, amelynek nagyságát a döntés fontossága befolyásolja.
Ezt a feszültséget az emberek úgy próbálják csökkenteni, hogy lebecsülik azt, amit nem választottak, és kiemelik a választott alternatíva pozitívumait.
A disszonanciafolyamatok segítik abban az embert, hogy utóbb is meggyőzze önmagát: helyesen döntött, nem kell hibáztatnia magát.

## A disszonancia kialakulása
- Két teljesen negatív vagy pozitív alternatíva közti döntés. Mindig is lesznek olyan lehetőségek, amelyek az egyik mellett és a másik ellen szólnak.
- Két olyan alternatíva közti döntés, amelynek vannak negatív és pozitív tulajdonságai is egyaránt.
- Kettőnél több alternatíva közti döntés. A választási helyzetbe került ember is növelheti a választási lehetőségek számát azzal, hogy új alternatívákat hoz létre, köztes megoldásokat keres. A lehetőségek számának növekedése csak megnehezíti a döntést.

## A disszonancia csökkentésének módjai
- Elkerüljük a választást (nem mindig lehetséges);
- a választott alternatívát felülértékeljük, a nem választottat pedig leértékeljük;
- a választott alternatíva melletti pozitív, megnyugtató információkat keresünk, és nem vesszük figyelembe a nem választott alternatíva mellett szóló érveket;
- hasonlónak észleljük a két alternatívát;
- úgy véljük, nem szabad akaratunkból, hanem kényszerből cselekedtünk;
- amikor a döntésünk már visszavonhatatlan, biztosabbak vagyunk döntésünk helyességében.